# TFT-LCD

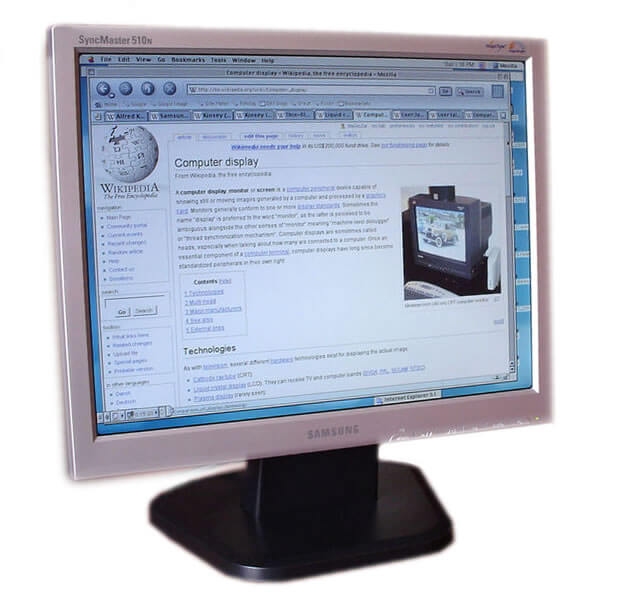
Un TFT-LCD de 15" (Polzades)

TFT-LCD, pantalla de cristall líquid-TFT (transistor de pel·lícula fina) o pantalla de cristall líquid amb tecnologia de transistor de pel·lícula fina, és una variant de pantalla de cristall líquid (LCD) que fa servir tecnologia de transistor de pel·lícula fina (TFT) per a millorar la qualitat d'imatge. Els LCD de TFT són un tipus de LCD de matriu activa, encara que generalment aquest terme es considera sinònim de LCD. Es fan servir en televisors, visualitzadors de pantalla plana i projectors. En computació, els monitors de TFT estan desplaçant la tecnologia de CRT, i estan comunament disponibles en grandàries de 12 a 30 polzades. El 2006 van entrar al mercat de les televisions desplaçant de mica en mica una part del mercat de pantalla de plasma.

## Construcció

Diagrama de la distribució de pixels

Les pantalles de cristall líquid normals, com les de les calculadores, presenten elements d'imatge excitats en forma directa –es pot aplicar una tensió a través d'un segment sense que hi hagi interferències amb altres segments de la pantalla. Açò no és possible en pantalles grans amb un gran nombre de píxels, ja que es requeririen milions de connexions -connexions en la part superior i inferior per a cadascun dels tres colors (roig, verd i blau) de cada píxel. Per a evitar açò, els píxels són direccionats en files i columnes, el que redueix el nombre de connexions de milions a milers. Si tots els píxels d'una fila són excitats mitjançant una tensió positiva i tots els píxels d'una columna són excitats amb una tensió negativa, llavors el píxel que es troba en la intersecció té el voltatge aplicat més elevat i és commutat. L'inconvenient d'aquesta solució és que tots els píxels de la mateixa columna reben una fracció de la tensió aplicada, com ocorre amb tots els píxels de la mateixa fila, així encara que no siguen commutats completament, tendeixen a enfosquir-se. La solució al problema és proporcionar a cada píxel el seu propi transistor commutador, açò permet controlar a cada píxel per separat. La baixa corrent de fugida del transistor implica que la tensió aplicada al píxel no es perd durant les actualitzacions de refresc de la imatge en la pantalla. Cada píxel és un menut condensador amb una capa transparent d'òxid d'indi i estany en el frontal, una capa transparent en la part posterior, i enmig una capa aïllant de cristall líquid.
La distribució dels circuits en un TFT-LCD és molt similar a la utilitzada en la memòria DRAM. No obstant això, en comptes de realitzar els transistors usant oblees de silici, aquests són fabricats dipositant una pel·lícula prima de silici sobre un panell de vidre. Els transistors ocupen només una menuda fracció de l'àrea de cada píxel i la pel·lícula de silici de la superfície romanent és eliminada permetent que la llum passi a través d'ella.
La capa del silici per a TFT-LCDs es diposita generalment usant el procés denominat PECVD (Plasma Enhanced Chemical Vapor Deposition) d'un precursor de gas silano (SiH4) per a produir una pel·lícula amorfa de silici. El silici policristal·lí també s'utilitza en algunes pantalles on calen TFTs amb un rendiment més alt, típicament en pantalles on cal una resolució molt alta o en aquelles on es desitja realitzar algun processament de dades en si mateix. Ambdós tipus de TFTs, els de silici amorf i els de silici policristal·lí presenten una prestació molt pobra enfront dels transistors fabricats a partir de cristalls de silici simples.

## Tipus

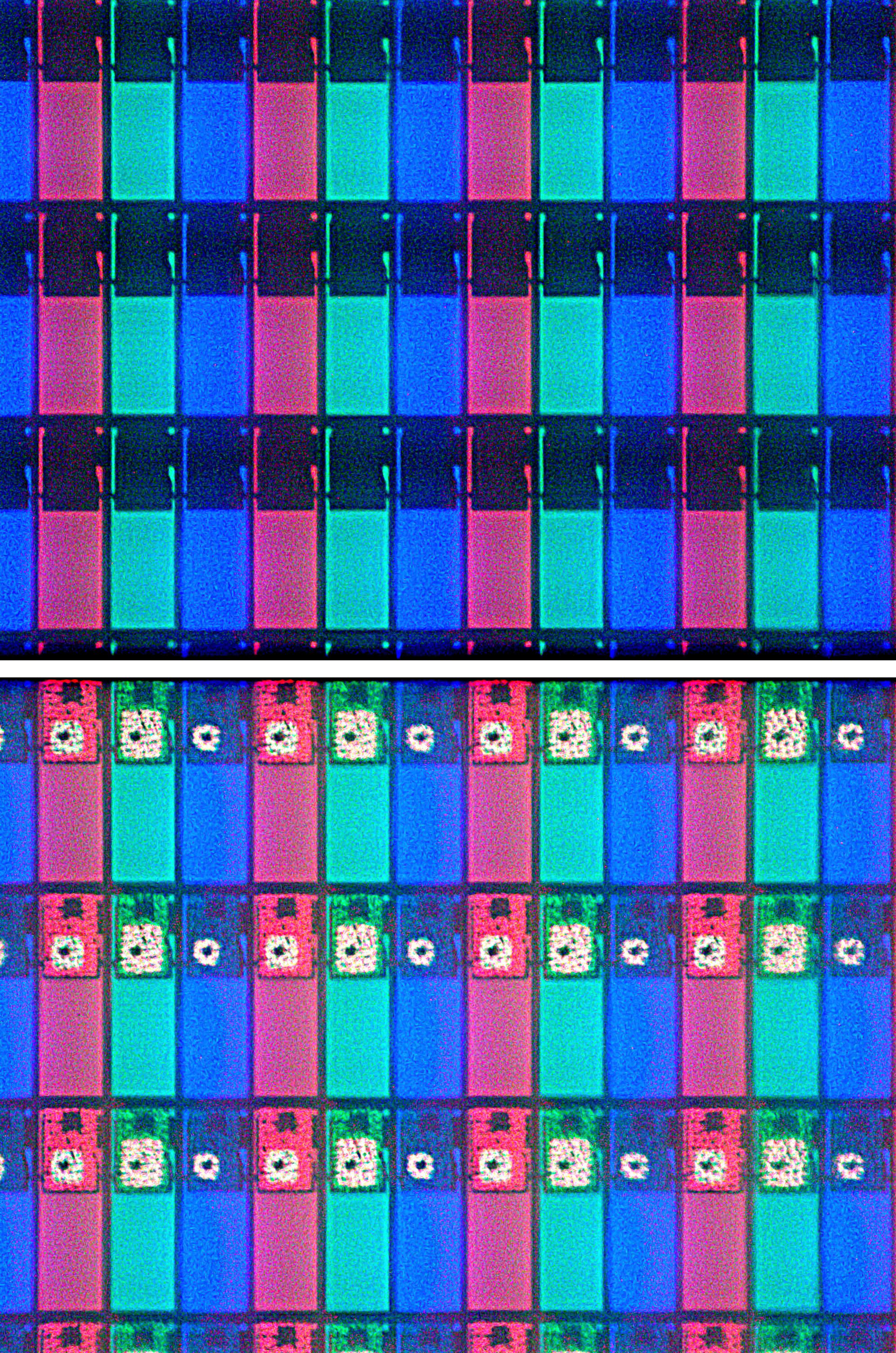
Imatge d'un LCD de color (encès), presa amb un microscopi amb la seva pròpia il·luminació (la part superior), i amb il·luminació exterior (a baix).

### TN+Film
TN+Film ( Twisted nematic+Film , Torsió Nemàtica+Pel·lícula) o TN, és el tipus de visualització més comú, atribuïble al seu cost de producció baix i ampli desenvolupament. El temps de resposta d'un píxel en els panells TN moderns, és prou ràpid per evitar rastres d'ombres i efectes fantasmes (problemes de refresc), que eren un problema dels monitors LCDs de tecnologia passiva. Els temps de resposta ràpids han estat la virtut més important d'aquesta tecnologia, encara que en la majoria dels casos aquest nombre no reflecteix el rendiment a través de les transicions dels possibles colors. Els temps de resposta tradicionals van ser donats d'acord a un estàndard ISO com la transició des del negre cap al blanc i no van reflectir la velocitat de les transicions dels tons grisos (una transició molt més comú per cristalls líquids en la pràctica). L'ús modern de tecnologies RTC (Response Time Compensation - Overdrive) han permès que els fabricants redueixin el temps de les transicions de gris (G2G) significativament, mentre que el temps de resposta ISO queda gairebé igual. Els temps de resposta són donats ara en les xifres de G2G, amb 4 ms i 2 ms com valors comuns per als models fonamentats en la tecnologia de TN+film. Aquesta estratègia de màrqueting, combinat amb el cost relativament més baix de la producció per a pantalles TN, ha resultat en el domini de TN en el mercat del consumidor.
Un dels desavantatges de les pantalles basades en TN és el seu escàs angle de visió, especialment en la direcció vertical, sent la majoria incapaços de mostrar els 16.7 milions de colors (color veritable de 24 bits) disponibles de les targetes de gràfiques modernes. Aquests panells especials, amb 6 bits pel canal de color a diferència de 8, pot acostar-se al color de 24 bits usant un mètode de tramat que combina píxels adjacents per simular el to desitjat. També poden usar FRC (el control de rate de marc), el menys conspicu del dos. El FRC cicla moltes vegades ràpidament sobre els píxels per simular un to en particular. Aquests mètodes de simulació de color són perceptibles per a la majoria de les persones i angoixant per a altres. FRC tendeix a ser més notable en els tons més foscos. El motiu de tramat té la tendència de apareix com si els píxels individuals de la LCD estiguessin en realitat visibles. En general, la reproducció de color i angle de visió dels panells de tipus TN són pobres. Els defectes en la gamma de color de visualització (referència com uns percentatges de la 1953 gamma de color de NTSC sovint) també poden ser atribuïts a il·luminar des del fons la tecnologia. No és poc comú per a les visualitzacions amb CCFL (càtode llums fluorescents freds) fundat en encendre estendre 40% a 76% de la gamma de color de NTSC, mentre que visualitzacions que utilitzen blanc que LED il·lumina des del fons poden estendre 100% de la gamma de color de NTSC - una diferència poc perceptible a l'ull humà.

### IPS
IPS ( In-Plane Switching , alternança En-El-Pla) va ser desenvolupat per Hitachi el 1996 per superar els pobres angle de visió i reproducció de color dels panells TN. La majoria també suporta 8 bits de color reals. Aquestes millores van venir amb una pèrdua de temps de resposta, que estava inicialment en l'ordre dels 50ms. Els panells de IPS eren també summament costosos. IPS des de llavors ha estat reemplaçat per S-IPS (Super-IPS, Hitachi el 1998), que té tots els beneficis de la tecnologia d'IPS més un temps de refresc de píxel millorat. Encara que la reproducció de color s'apropa a la dels CRTs, el contrast és relativament pobre. La tecnologia S-IPS és àmpliament usada en els panells de 20 "i més. LG i Philips romanen com uns dels fabricants principals de panells basats en S-IPS.
 AS-IPS  (S-IPS Avançat), també desenvolupat per Hitachi el 2002, millora considerablement el contrast dels S-IPS tradicionals al punt de ser superats només per alguns S-PVAs. AS-IPS és també un terme usat per monitors NEC Corporation (per exemple, NEC LCD20WGX2) basats en tecnologia S-IPS, en aquest cas, desenvolupada per LG. Philips.
 A-TW-IPS  (IPS Blanc Real Avançat), desenvolupat per LG.Philips LCD per NEC, és un panell S-IPS personalitzat amb un filtre TW (Blanc Real) per fer que el blanc es vegi més natural i incrementar la gamma de color. Això s'utilitza en LCDs professionals o de fotografia.
 H-IPS  Llançat a finals de 2006, és una evolució del panell IPS que millora al seu predecessor, el panell S - IPS. El panell H - IPS pot veure al NEC LCD2690WUXi, Mitsubishi RDT261W 26 "LCD i en el més recent Apple iMac d'alumini de 24".
Per tant, per resumir, els pros i els contres de la H - IPS sobre els S - IPS:
Pros (Avantatges):
* Molt menys sagnat de fons.
* No té matisos morats visibles en un angle
* El sagnat de la llum de fons millora l'aparença en un angle
* Menys soroll o lluentor vist en la superfície del panell (superfície llisa)
Contres (Inconvenients):
* Encara alguns dels sagnats de fons en les àrees que són de color verd.
* angles de visió poden haver-se sacrificat amb la finalitat d'aconseguir majors avantatges.
 Fringe Field Switching  és una tècnica per aconseguir un major angle de visió i de transmissió de pantalles IPS.
Una altra contra de la tecnologia IPS és que es pot veure afectada per un problema de contrallum, per les seves característiques. Deixa passar més llum a les zones fosques del que hauria, pel que en alguns angle de visió aguts, sobretot verticals, es pot veure que les zones negres deixen de ser-ho, transformant-se en una brillantor que el mateix monitor genera. Es va crear un filtre de polarització per solucionar-ho i que és incorporat en els IPS d'elevat cost.

### MVA
MVA (Alineació Vertical Multidomini) va ser desenvolupat el 1998 per Fujitsu originalment com un punt intermedi entre TN i IPS. Va aconseguir una resposta de píxel ràpida (en el seu moment), amplis angle de visió, i el contrast alt, en detriment de la lluminositat i la reproducció de color. Els panells de MVA moderns poden brindar amplis angle de visió (només superats per la tecnologia S-IPS), bona profunditat de negre, bona reproducció i profunditat de color, i ràpids temps de resposta gràcies a l'ús de tecnologies RTC. Hi ha diverses tecnologies "de següent generació" basades en MVA, incloent P-MVA i A-MVA d'AU Optronics, com així també S-MVA de Chi Mei Optoelectronics. Els analistes van predir que MVA seria la tecnologia a seguir, però no obstant això TN ha dominat el mercat. Un factor contribuent era el major cost de MVA, conjuntament amb un temps de resposta més lent (que augmenta considerablement quan es donen canvis petits en la lluminositat). Els panells de MVA més econòmics també poden usar tramat i FRC.

### PVA
PVA  (Alineació Vertical per Patrons) i  S-PVA  (Super Alineació Vertical per Patrons) són les versions alternatives de la tecnologia de MVA ofertes per Samsung. Desenvolupat per separat, pateix del mateix problema que el MVA, però a canvi ofereix contrastos molt alts com 3000: 1. Els panells PVA econòmics també usen tramat i FRC. Tots els panells S-PVA són de 8 bits de color reals i no usen cap mètode de simulació de color. PVA i S-PVA poden brindar una bona profunditat de negre, amplis angle de visió i S-PVA pot oferir a més temps de resposta ràpids gràcies a modernes tecnologies de RTC.

### PLS
PLS (Plane Line Switching) i S-PLS és una tecnologia actualment en desenvolupament per Samsung que permet angle de visió totals. Es pot considerar una millora del panell IPS, però amb millors angles, qualitat d'imatge, millor brillantor i un preu més baix. Els primers monitors amb aquesta tecnologia són els models S27A850 i S24A850 de Samsung, sortits a finals de 2011.

### Interfície elèctrica
Els dispositius de visualització exteriors com una TFT LCD usen majoritàriament una connexió analògica VGA, mentre que la majoria dels nous models disposen d'una interfície digital, com DVI o HDMI. Dins d'un dispositiu de visualització extern hi ha una targeta controladora per convertir VGA, DVI, HDMI, CVBS, etc. a la resolució nativa digital RGB que el panell de pantalla pugui usar. En un portàtil el xip de gràfics directament produirà un senyal adequada per a la connexió TFT incorporada. El mecanisme de control de la llum de fons s'inclou normalment en la mateixa targeta controladora.
La interfície de baix nivell de STN, DSTN o panells de pantalla TFT usen tant el TTL 5V o TTL 3,3 V que transmet rellotge de píxels, sincronització horitzontal, sincronització vertical, vermell digital, verd digital, blau digital en paral·lel. Alguns models també tenen característiques d'entrada/pantalla activa, i escombrat de direcció horitzontal i vertical dels senyals de direcció.
Noves i grans (> 15 ") pantalles TFT solen utilitzar senyalització LVDS o TMDS que és la mateixa interfície paral·lela, però posarà control i bits RGB en el nombre de línies de sèrie de transmissió que són sincronitzades amb un rellotge en 1/3 de la taxa de bits de dades.
La intensitat de la llum de fons es controla normalment per variació d'uns pocs volts DC a la llum de fons d'alt voltatge (1,3 quilovolts) - AC DC convertidor. També pot ser controlat per un potenciòmetre o ser fix. Alguns models usen el senyal PWM per al control de la intensitat.
El panell de pantalla nu només acceptarà un senyal de vídeo en la resolució determinada pel panell de matriu de píxels destinat a la fabricació. Alguns panells de pantalla ignoraran els bits de color LSB per facilitar la interferència (8bit → 6bit/color).
Els factors pels quals una pantalla d'un portàtil no pot ser reutilitzada directament amb una targeta de gràfics comú d'ordinador com la televisió, es deu principalment al fet que no té un equip rescaler (sovint l'ús d'alguna transformada de cosinus discreta) que pot canviar la mida de la imatge per adaptar-se a la resolució nativa del panell de pantalla. Amb senyals analògics com el controlador VGA de pantalla també ha de realitzar una conversió a alta velocitat d'analògica a digital. Amb senyals d'entrada digitals com DVI o HDMI alguns simples bits de farciment que es necessiten abans d'alimentar el rescalar si la resolució d'entrada no coincideix amb la resolució del panell de pantalla. Per CVBS o "TV" es necessita també l'ús d'un sintonitzador i un descodificador i transformador de color.

## Seguretat
Els cristalls líquids de l'interior de la pantalla són extremadament tòxics. No han de ser ingerits, o tocats per la pell o la roba. Si es produeixen vessaments pel fet que la pantalla s'esquerda, renteu-vos immediatament amb aigua i sabó.

## La indústria de les pantalles
A causa de l'alt cost de construcció de les fàbriques de TFT, són pocs els principals proveïdors de panells OEM per a grans panells. Les principals proveïdores de panells de vidre són:
1. LG.Philips
2. AU Optronics
3. S - LCD Corporation (una aliança d'empreses de SONY/samsung)
4. Chi Mei Optoelectronics
5. Sharp Corporation
6. SONY
7. Alcatel
8. Nokia i Ericsson

Els panells LCD TFT són habitualment classificats en les fàbriques en tres categories, en relació amb el nombre de píxels morts, llum de fons i la uniformitat de la llum de fons i la qualitat dels productes en general. A més, pot haver un màxim de ± 2 ms de diferència de temps de resposta entre els panells individuals que van arribar a la mateixa línia de muntatge en el mateix dia. Les pantalles més pobres es venen als venedors sense nom o utilitzant un «valor» dels monitors TFT (sovint marcades amb la lletra V darrere del tipus de nombre), les que es troben al mig s'orienten als jocs oa l'oficina a casa (de vegades marcades amb la lletra S), i les millors pantalles solen estar reservades per a un ús «professional» (marcat amb la lletra P o S després del seu tipus de nombre).
Actualment el mercat està acabant de desplaçar el CRT per les pantalles TFT i LCD, les quals estan sent el substitut tant a l'ordinador com a la televisió. Avui en dia, és pràcticament impossible trobar monitors d'una mida inferior a les 17 ", a més d'haver passat el seu format de 4:3 a format panoràmic 16:9. Les connexions que s'estan implantant s'estan desplaçant el vell VGA per obrir pas al DVI, al nou HDMI o al DisplayPort.
L'inconvenient actual és que la tecnologia encara no permet assolir la qualitat d'imatge (hi ha una sensació de sorra borrosa o pixelat en els TFT i LCD) i velocitat de resposta dels vells CRT (2 ms). Encara que a favor hi ha una interessant quantitat de millores, com és ara un menor mal a la vista (recordem que mirar un CRT és com clavar la vista a una bombeta), una resolució d'imatge inabastable (el famós FULL HD o 1080) i el que sempre va clamar al seu èxit, un pes i volum espacial considerablement petits, a més d'un consum reduït, especialment si la il·luminació és LED.